# Eremochelis coloradensis
Eremochelis coloradensis är en spindeldjursart som först beskrevs av Muma 1962.  Eremochelis coloradensis ingår i släktet Eremochelis och familjen Eremobatidae. Inga underarter finns listade i Catalogue of Life.